# Stigmatomma impressifrons
Stigmatomma impressifrons es una especie de hormiga del género Stigmatomma, familia Formicidae. Fue descrita científicamente por Emery en 1869.
Se distribuye por Costa de Marfil, Bulgaria, Grecia, Italia y España. Se ha encontrado a elevaciones de hasta metros. Vive en la sabana.